# ریچارد شویکر
ریچارد شولتز شویکر (به انگلیسی: Richard Schultz Schweiker) سناتور سابق عضو حزب جمهوری‌خواه ایالات متحده آمریکا بود. وی در سال ۱۹۶۹ تا ۱۹۸۱ میلادی سناتور ایالت پنسیلوانیا در سنای ایالات متحده آمریکا بود.